# Río Claro (vattendrag i Chile, Región de O'Higgins, lat -34,67, long -70,88)
Río Claro är ett vattendrag  i Chile.   Det ligger i regionen Región de O'Higgins, i den södra delen av landet, 140 km söder om huvudstaden Santiago de Chile.
I omgivningen kring Río Claro växer i huvudsak städsegrön lövskog och området är ganska tätbefolkat, med 62 invånare per kvadratkilometer.